# Мерседес (Буенос-Айрес)
Мерсе́дес (ісп. Mercedes) — місто у провінції Буенос-Айрес, Аргентина. Є адміністративним центром однойменного округу. Розташовано за 100 км на захід від Буенос-Айреса та за 30 км на південний захід від Лухана.

## Географія
Місто Мерседес розташований у зоні вологої пампи на березі річки Лухан.
Клімат міста вологий субтропічний без сухого сезону (Cfa за класифікацією Кеппена). Середня річна температура 16 °C. Зими м'які з середньою температурою 9 °C, літа теплі з середньою температурою 23 °C.
Місто перебуває у зоні низької сейсмічної активності. Останній землетрус тут був 1888 року магнітудою близько 5 балів за шкалою Ріхтера.

## Історія
Після 1735 року почастішали напади індіанців (корінного населення Південної Америки) на околиці Буенос-Айреса. Для захисту від цих набігів на засіданні 11 січня 1745 року уряд ухвалив рішення збудувати лінію укріплених фортів на лінії тодішнього кордону.
Мерседес було закладено як форт для захисту від набігів індіанців пуельче, які мали найбільший вплив у цьому регіоні. Першою назвою форту була Гвардія-де-Лухан (ісп. Guardia de Luján — Застава Лухана).
25 червня 1752 року до форту прибув Хосе де Сарате, після чого він перестав бути просто укріпленим блокпостом і поступово перетворився на поселення. Цю дату відтак вважають днем заснування міста.
1777 року віце-король Педро де Севальйос запропонував перенести форт в інше місце з метою побудови укріплень на більш стратегічно вигідних позиціях, але тоді цей намір не було здійснено. Поселення було перенесено вже за часів наступного віце-короля Хуана Хосе де Вертіса 8 травня 1779 року. Після переміщення воно отримало назву Нуестра-Сеньйора-де-лас-Мерседес (ісп. Nuestra Señora de las Mercedes).
1812 року було створено округ Мерседес з центром у місті.
3 березня 1865 року у Мерседесі було відкрито залізничну станцію, яка отримала назву Місто Мерседес. З того часу вживається сучасна назва міста.
У 1880—1882 роках розглядалося кандидатура міста Мерседес на набуття статусу столиці провінції Буенос-Айрес, але зрештою уряд вирішив заснувати нове місто, яке мало виконувати функції адміністративного центру — ним стала Ла-Плата.
8 жовтня 1886 року було відрито другу залізничну станцію у місті Мерседес під назвою Мерседес-Пасіфіко. Цю гілку було прокладено з намірами з'єднати Аргентину з Чилі і тихоокеанським узбережжям, що відбулося 1910 року, коли було добудовано Трансандійську залізницю.
1908 року було відкрито третю залізничну станцію у місті Мерседес на гілці, яка вела до Росаріо.
1921 року було зведено Кафедральний собор Богородиці Благодаті — головний храм міста. Будівництво тривало з 1904 року під керівництвом швейцарського архітектора Жака Дюнана. Проект було обрано на конкурсі, який проводила міська влада.
1932 року на честь 1500-річчя прибуття Святого Патрика до Ірландії ірландська громада міста Мерседес, яка була дуже численною на той час, профінансувала спорудження церкви, присвяченої цьому святому.

## Освіта
У місті Мерседес існує велика кількість освітніх закладів різних рівнів і форм власності. Серед закладів вищої освіти слід відзначити філію Університету Буенос-Айреса, відкриту 2007 року.

## Транспорт

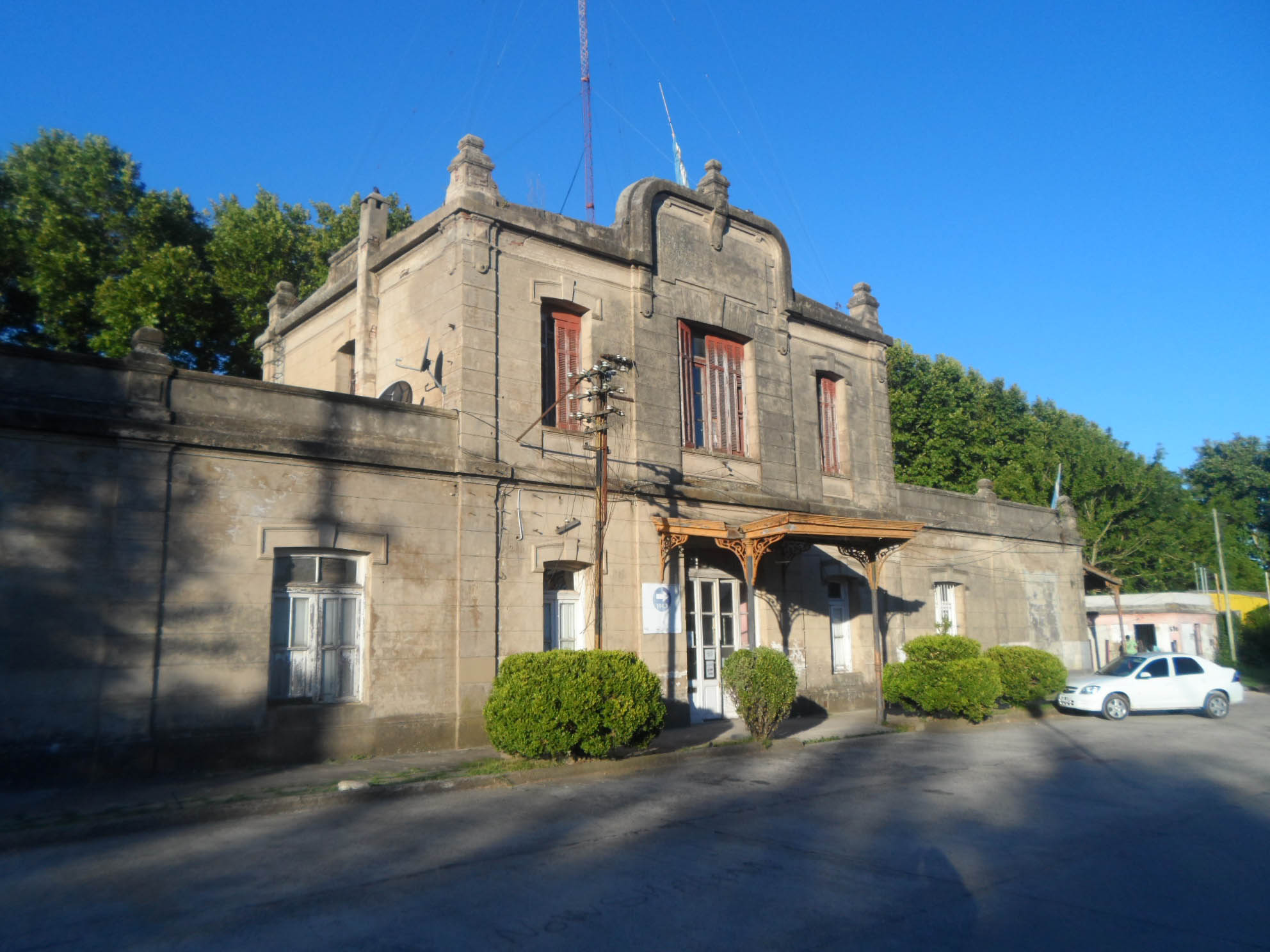
Станція Мерседес-Бельграно

Мерседес є одним з небагатьох аргентинських міст, у якому сходяться три залізничні гілки, які пов'язують його з економічно розвиненими регіонами всередині країни і закордоном: Буенос-Айресом, узбережжям Тихого океану, Андами та пампою. Цими станціями є:
- Мерседес-Сарм'єнто залізниці ім. Сарм'єнто[en], збудована 1865 року. Нині обслуговує приміські поїзди до Морено[en], Буенос-Айреса і Чивілкоя[en]
- Мерседес-Пасіфіко залізниці ім. Сан-Мартіна[en], збудована 1886 року навпроти станції Мерседес-Сарм'єнто, щоб надати пасажирам можливість пересаджуватися з однієї лінії на іншу. З 2016 року обслуговує лише вантажні поїзди
- Мерседес-Бельграно залізниці ім. Бельграно[en], збудована 1908 року і неактивна з 1977 року, остаточно закрита 2002 року

Поблизу станції Мерседес-Сарм'єнто розташований автовокзал, з якого ходять рейсові автобуси до багатьох міст Аргентини.
Автошляхами до Мерседеса можна дістатися національною автотрасою № 5, а також провінційними автотрасами № 41 і № 42.

## Культура

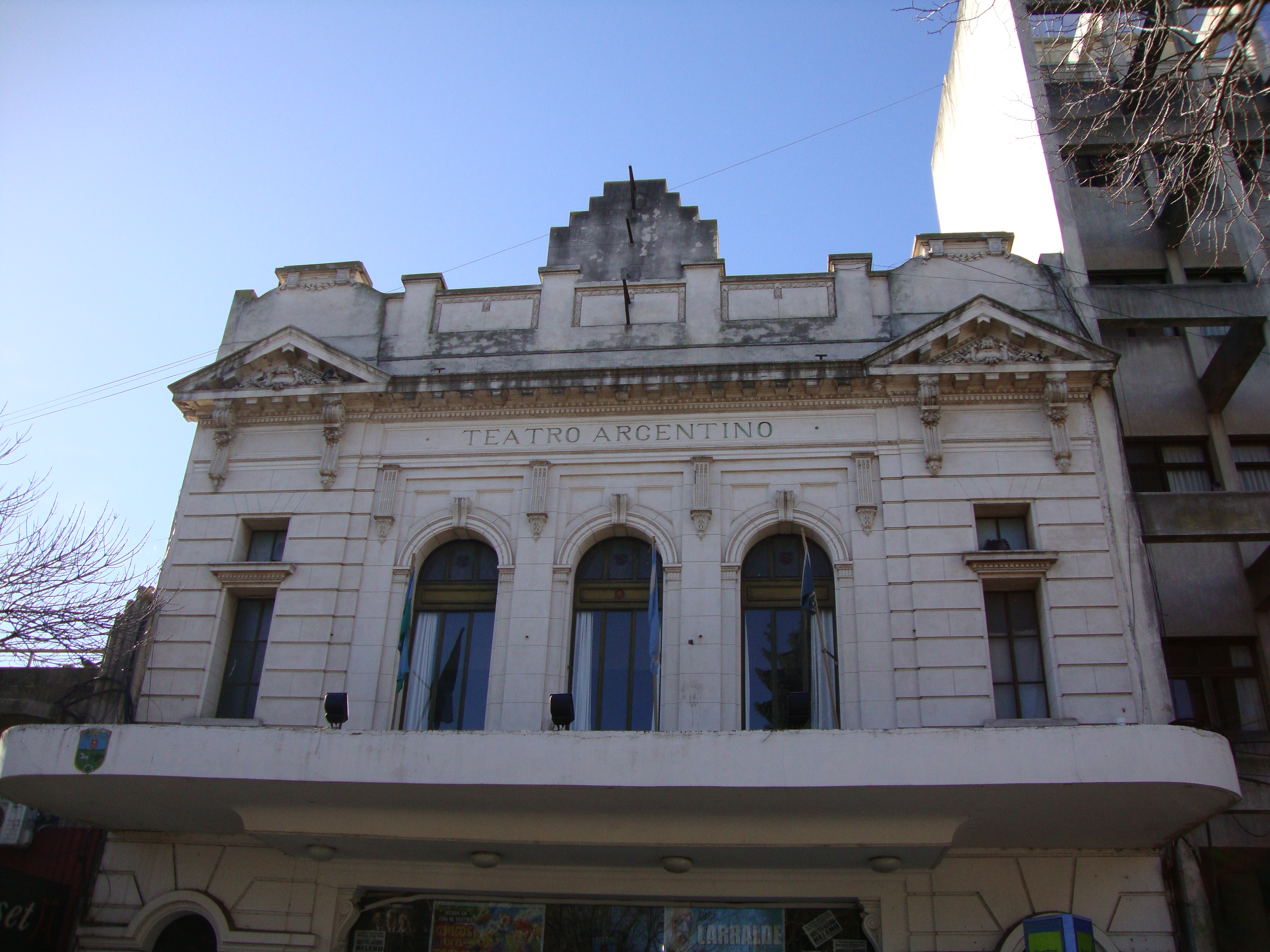
Аргентинський театр
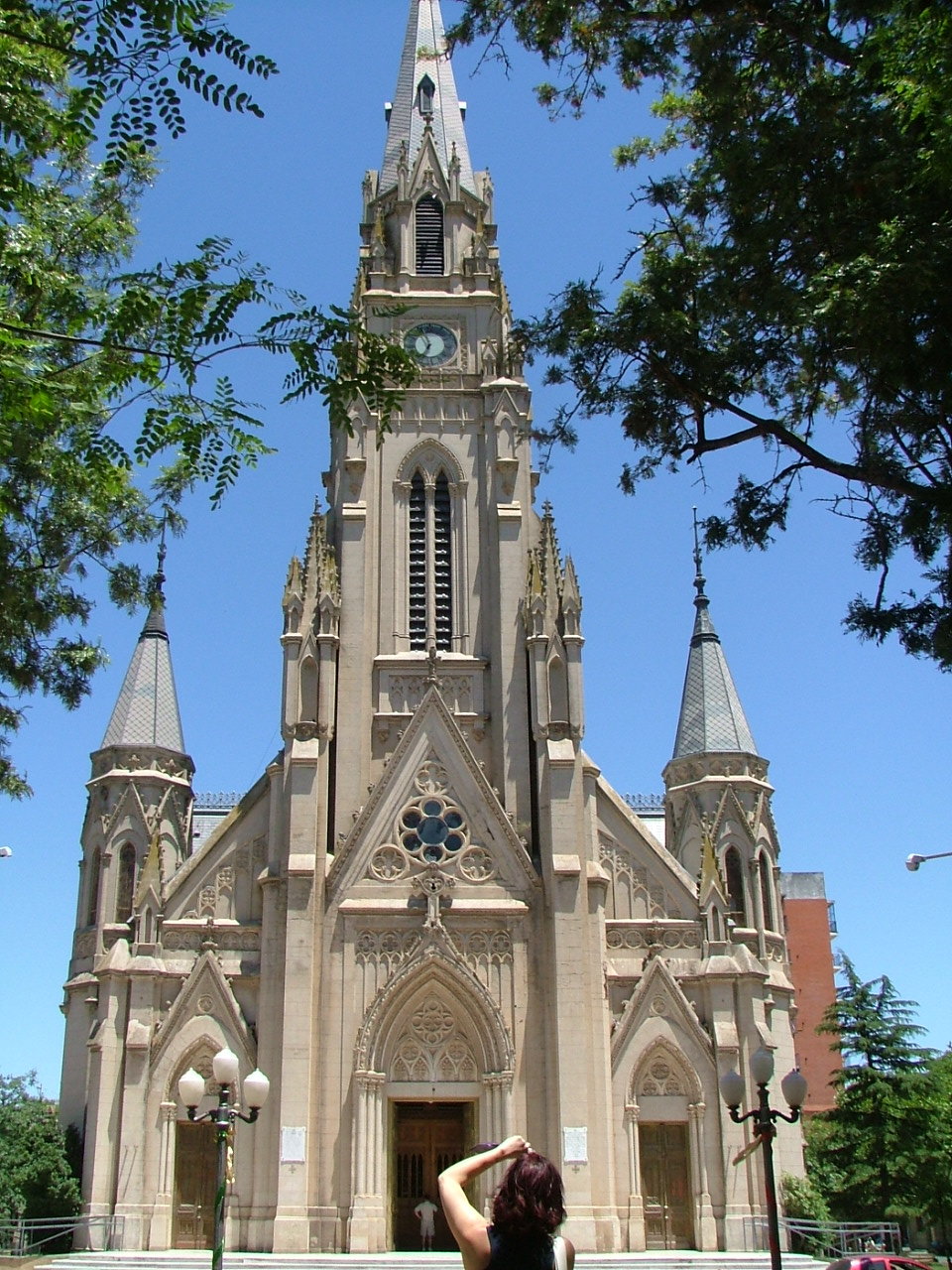
Собор Богородиці Благодаті
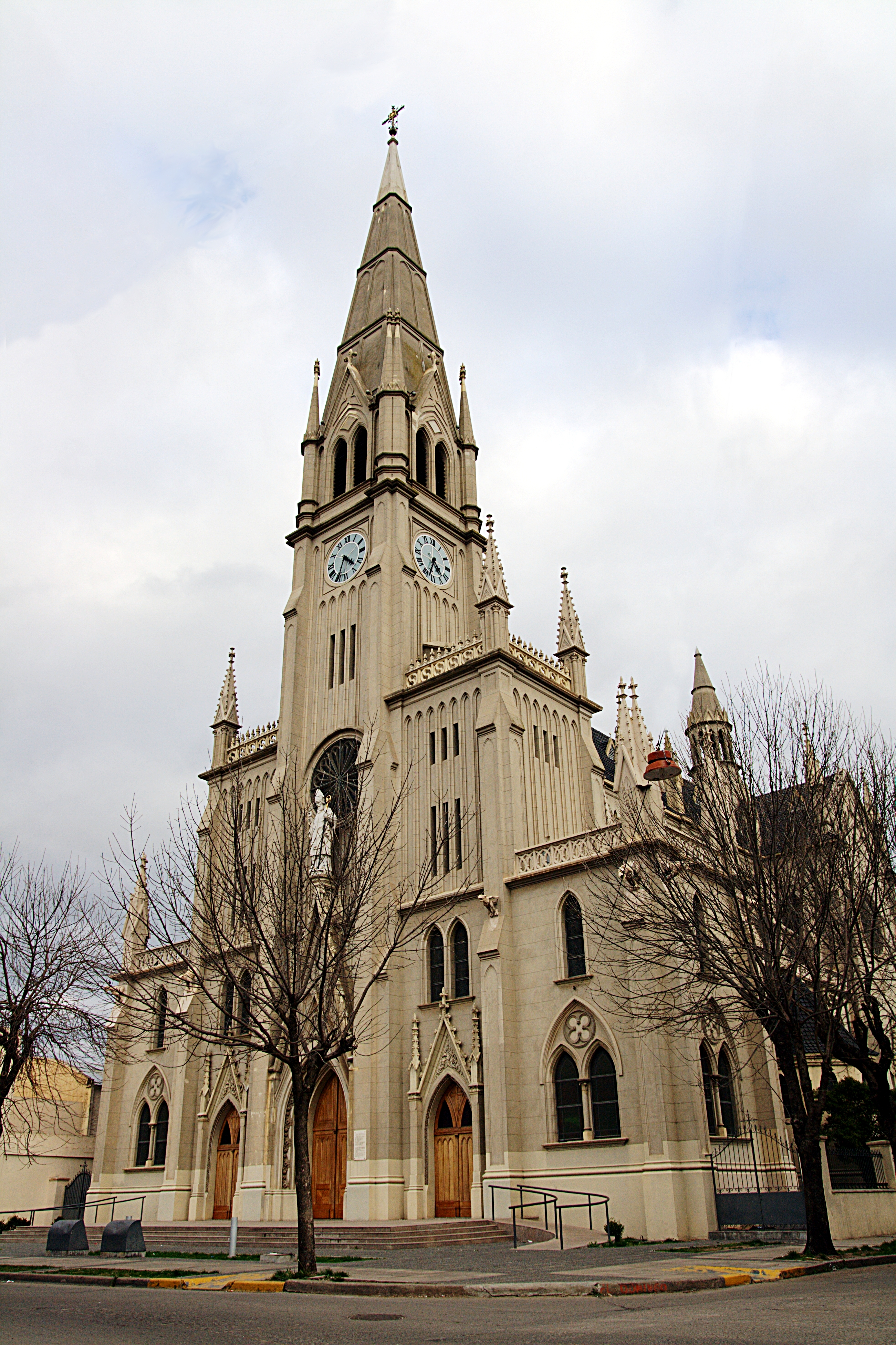
Церква Св. Патрика

Мерседес є адміністративним центром архідієцезії Мерседес — Лухан. У місті є резиденція католицького єпископа Мерседеса й Лухана. На головній площі міста, що носить ім'я Сан-Мартіна й існує з дня заснування міста, розташований великий неоготичний кафедральний собор Богородиці Благодаті (ісп. Catedral Basílica Nuestra Señora de las Mercedes) — головний храм архідієцезії. 2010 року президент Аргентини оголосив Собор національною історичною пам'яткою.
Окрім того, на головній площі міста розміщується виконана в італійському стилі ратуша (ісп. Palacio Municipal) й численні кав'ярні та ресторани.
На околиці Мерседеса розташована одна з останніх в Аргентині стара пульперія (ісп. pulpería) — сільський бар-крамниця, що має неофіційний статус культурної спадщини гаучо. Вона була відкрита 1830 року і має назву «Pulpería de Cacho». Заклад зберігає незмінними свій вигляд і атмосферу з моменту відкриття. На стіні навіть збереглось оригінальне оголошення щодо розшуку злочинця Хуана Морейри. У пульперії знімалося декілька фільмів і часто проводяться ярмарки і різноманітні культурні та спортивні заходи. 2004 року заклад було оголошено історичною пам'яткою місцевого значення.
Також у місті є військовий меморіал під назвою La Cruz de Palo. Це дерев'яний хрест, встановлений у пам'ять про останню атаку корінних народів на форт Мерседес, яка відбулась 27 жовтня 1823 року.
Одним з центрів мистецького життя міста є Культурний центр ім. Хуліо Сесара Джошіо, також відомий як Аргентинський театр.
У церкві Святого Патрика у Мерседесі працює найбільший у Південній Америці орган, що складається з 4700 труб.
У місті Мерседес проводиться велика кількість фестивалів, найвідомішими з яких є:
- національний фестиваль персиків, що проводиться щороку у лютому з 1966, оскільки Мерседес відомий вирощуванням персиків. На фестивалі обирається королева персиків і її принцеси
- національний фестиваль салямі, який проводиться щороку у вересні з 1975, оскільки вважається, що ковбаса з Мерседеса найкраща в Аргентині
- провінційний фестиваль торта фріта (ісп. Fiesta Provincial de la Torta Frita), який існує з 1999 року

Загалом Мерседес є популярним напрямком для внутрішнього туризму, переважно для жителів Буенос-Айреса.

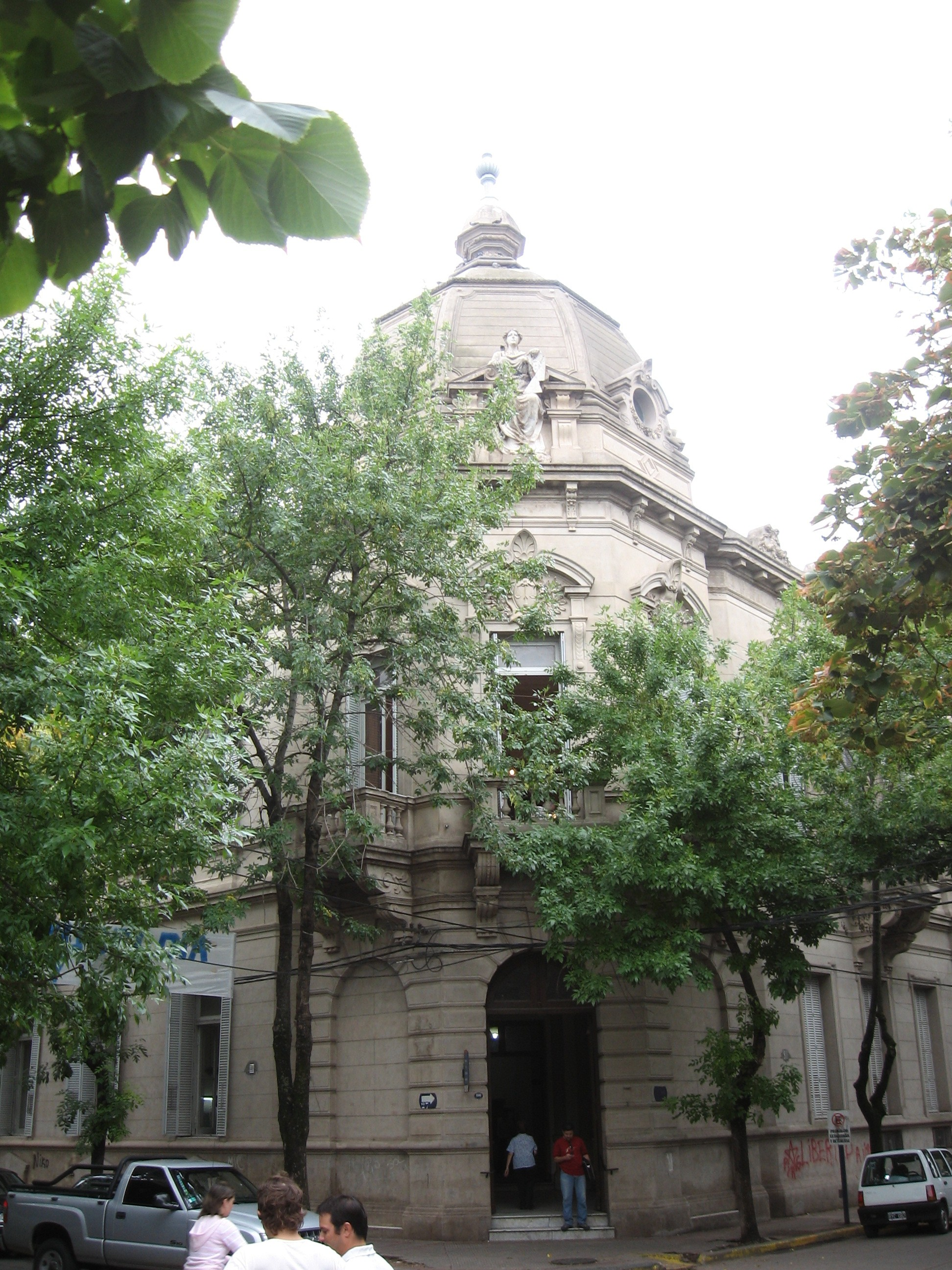
Палац правосуддя
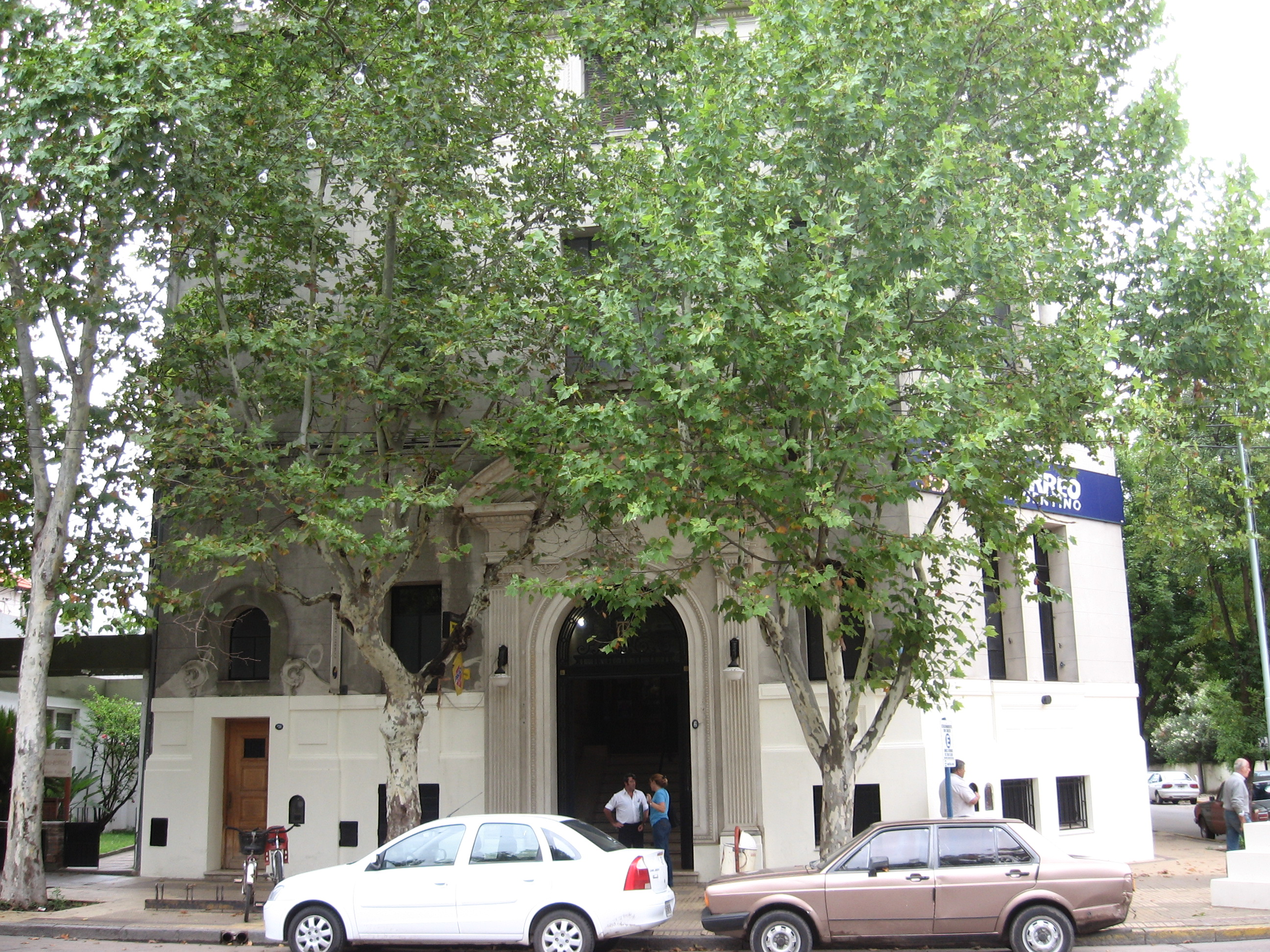
Поштамт
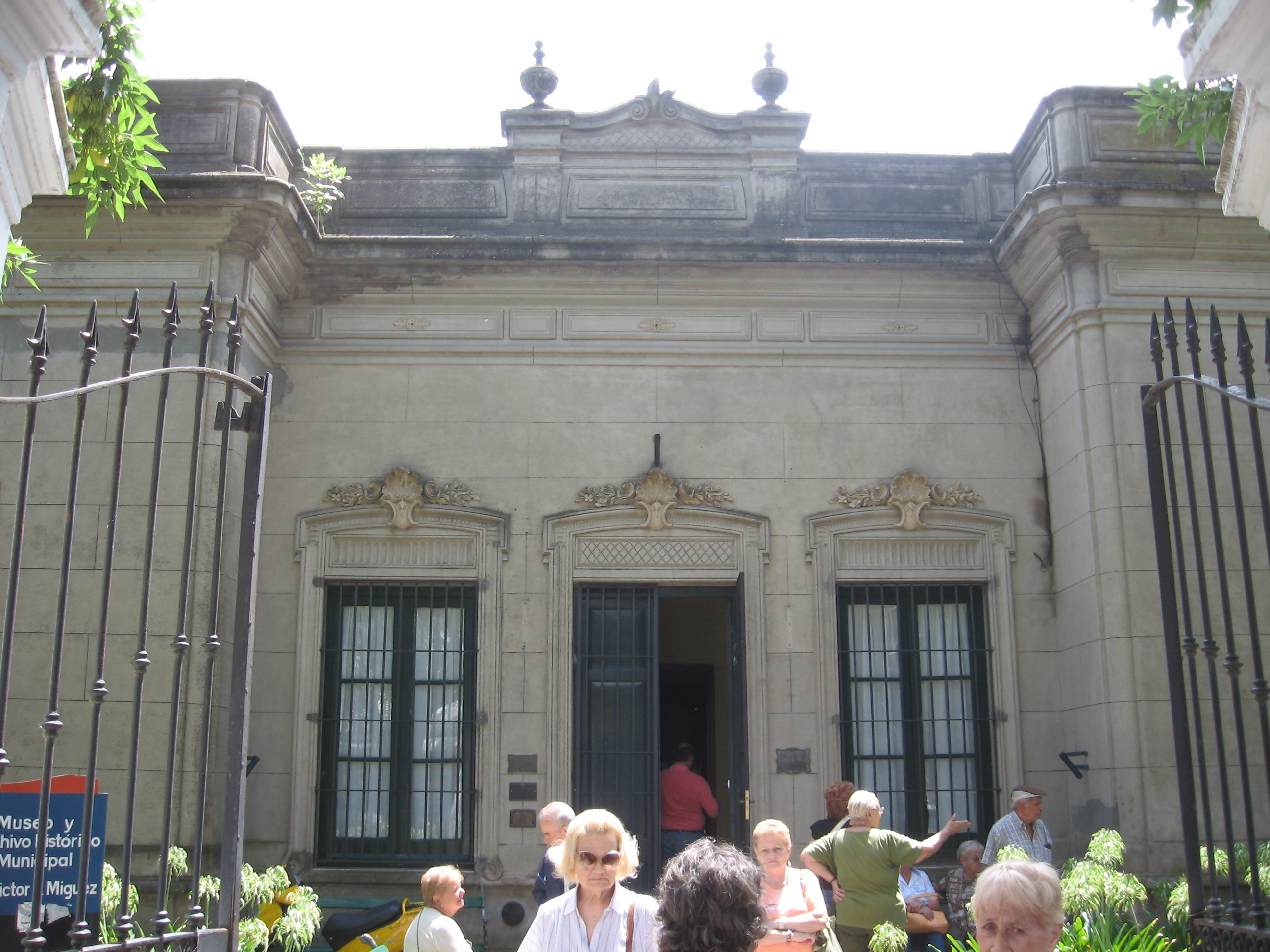
Музей

## Населення
Згідно з переписом 2010 року населення міста становить 63 284 жителів (51 % жінок, 49 % чоловіків).